# Behaviorální marketing
Behaviorální marketing je cílená reklamní metoda, která analyzuje chování zákazníků. Díky tomuto druhu marketingu se zákazníkovi zobrazuje pouze relevantní reklama, tedy taková, o kterou má zájem a je pro něj užitečná.

Behaviorální marketing funguje na těchto principech:
- Poté, co zákazník navštíví webové stránky, dává svolení ke shromažďování dat o své aktivitě na internetu. (Např. z jaké části Česka uživatel přišel, na jaké odkazy klikne, co vyhledává nebo na jaké stránce web opustil.)
- Tím se vytvoří profil chování návštěvníka webových stránek a při příští návštěvě se mu zobrazí relevantní informace a reklamy, které korespondují s jeho zájmy a předchozím chováním na webových stránkách.

Výsledkem behaviorálního cílení je vysoká marketingová efektivita. Inzerentům nabízí možnost lépe cílit na své potenciální zákazníky. 